# Halls
Halls ist ein Markenname für Hustenbonbons und -pastillen des internationalen Nahrungsmittelskonzerns Mondelēz International.

## Geschichte
Im Jahre 1893 gründeten die Brüder Hall in Großbritannien die Firma Halls, um Seife und Marmelade herzustellen. Bald fingen sie an, Süßwaren wie Bonbons und traditionelle britische Spezialitäten wie Limetten- und Pfefferminz-Schokolade zu produzieren und zu vertreiben.
1930 ließen sich die Halls die von ihnen erfundene Formel vom  Mentho-Lyptus, einer Kombination von Menthol und Eukalyptus, patentieren. Damit begannen die Brüder Hall mit der Produktion von einem der beliebtesten Hustenbonbons.
Heute wird Halls nicht nur als Hustenbonbon genutzt, sondern auch als Atemerfrischer. In einigen Teilen der Welt, wie in Brasilien, Argentinien, Peru, Kolumbien und auf den Philippinen wird Halls als mentholhaltige Süßigkeit angeboten und nicht als Mittel gegen Hustenbeschwerden betrachtet. Inzwischen produziert das Unternehmen viele verschiedene Sorten, darunter eine Produktlinie mit Vitaminen, eine zur Atemerfrischung und zuckerfreie Sorten. In Großbritannien hat Halls kürzlich alle Kennzeichnungen des Wirkstoffes gegen Husten in der Produktbeschreibung auf der Verpackung entfernt und bezeichnet sie als  „Extra Strong Original flavour hard boiled sweets“.
Das Unternehmen gehört seit 2003 zum Cadbury-Konzern. 2010 wurde Cadbury und damit Halls von Kraft Foods übernommen und seit deren Umfirmierung 2012 unter dem Dach von Mondelēz International geführt.